# Austrodyptornithes
Austrodyptornithes è un clade di uccelli che comprende gli Sphenisciformes (pinguini) e i Procellariiformes (albatross). Un'analisi del 2014 sui genomi di 48 specie di uccelli rappresentativi ha concluso che i pinguini sono il sister group dei Procellariiformi, da cui si sono separati circa 60 milioni di anni fa.
|  | Hydrobatidae (uccelli delle tempeste settentrionali)                                   |
|  |                                                                                        |
|  | \| \| Pelecanoididae (petrello tuffatore) \| \| \| \| \| \| Procellariidae \| \| \| \| |
|  |                                                                                        |
|  | Pelecanoididae (petrello tuffatore)                                                    |
|  |                                                                                        |
|  | Procellariidae                                                                         |
|  |                                                                                        |

|  | Pelecanoididae (petrello tuffatore) |
|  |                                     |
|  | Procellariidae                      |
|  |                                     |

|  | Hydrobatidae (uccelli delle tempeste settentrionali)                                   |
|  |                                                                                        |
|  | \| \| Pelecanoididae (petrello tuffatore) \| \| \| \| \| \| Procellariidae \| \| \| \| |
|  |                                                                                        |
|  | Pelecanoididae (petrello tuffatore)                                                    |
|  |                                                                                        |
|  | Procellariidae                                                                         |
|  |                                                                                        |

|  | Pelecanoididae (petrello tuffatore) |
|  |                                     |
|  | Procellariidae                      |
|  |                                     |

|  | Hydrobatidae (uccelli delle tempeste settentrionali)                                   |
|  |                                                                                        |
|  | \| \| Pelecanoididae (petrello tuffatore) \| \| \| \| \| \| Procellariidae \| \| \| \| |
|  |                                                                                        |
|  | Pelecanoididae (petrello tuffatore)                                                    |
|  |                                                                                        |
|  | Procellariidae                                                                         |
|  |                                                                                        |

|  | Pelecanoididae (petrello tuffatore) |
|  |                                     |
|  | Procellariidae                      |
|  |                                     |

|  | Hydrobatidae (uccelli delle tempeste settentrionali)                                   |
|  |                                                                                        |
|  | \| \| Pelecanoididae (petrello tuffatore) \| \| \| \| \| \| Procellariidae \| \| \| \| |
|  |                                                                                        |
|  | Pelecanoididae (petrello tuffatore)                                                    |
|  |                                                                                        |
|  | Procellariidae                                                                         |
|  |                                                                                        |

|  | Pelecanoididae (petrello tuffatore) |
|  |                                     |
|  | Procellariidae                      |
|  |                                     |

|  | Hydrobatidae (uccelli delle tempeste settentrionali)                                   |
|  |                                                                                        |
|  | \| \| Pelecanoididae (petrello tuffatore) \| \| \| \| \| \| Procellariidae \| \| \| \| |
|  |                                                                                        |
|  | Pelecanoididae (petrello tuffatore)                                                    |
|  |                                                                                        |
|  | Procellariidae                                                                         |
|  |                                                                                        |

|  | Pelecanoididae (petrello tuffatore) |
|  |                                     |
|  | Procellariidae                      |
|  |                                     |

|  | Hydrobatidae (uccelli delle tempeste settentrionali)                                   |
|  |                                                                                        |
|  | \| \| Pelecanoididae (petrello tuffatore) \| \| \| \| \| \| Procellariidae \| \| \| \| |
|  |                                                                                        |
|  | Pelecanoididae (petrello tuffatore)                                                    |
|  |                                                                                        |
|  | Procellariidae                                                                         |
|  |                                                                                        |

|  | Pelecanoididae (petrello tuffatore) |
|  |                                     |
|  | Procellariidae                      |
|  |                                     |

|  | Hydrobatidae (uccelli delle tempeste settentrionali)                                   |
|  |                                                                                        |
|  | \| \| Pelecanoididae (petrello tuffatore) \| \| \| \| \| \| Procellariidae \| \| \| \| |
|  |                                                                                        |
|  | Pelecanoididae (petrello tuffatore)                                                    |
|  |                                                                                        |
|  | Procellariidae                                                                         |
|  |                                                                                        |

|  | Pelecanoididae (petrello tuffatore) |
|  |                                     |
|  | Procellariidae                      |
|  |                                     |

|  | Hydrobatidae (uccelli delle tempeste settentrionali)                                   |
|  |                                                                                        |
|  | \| \| Pelecanoididae (petrello tuffatore) \| \| \| \| \| \| Procellariidae \| \| \| \| |
|  |                                                                                        |
|  | Pelecanoididae (petrello tuffatore)                                                    |
|  |                                                                                        |
|  | Procellariidae                                                                         |
|  |                                                                                        |

|  | Pelecanoididae (petrello tuffatore) |
|  |                                     |
|  | Procellariidae                      |
|  |                                     |